# Alfa Romeo 122 RC.38
L'Alfa Romeo 122 RC.38 era un motore aeronautico a V invertito 12 cilindri prodotto nel 1941 dalla italiana Alfa Romeo Milano. Era il cecoslovacco Walter Sagitta costruito su licenza dall'azienda italiana. Il modello era caratterizzato dall'adozione di un compressore a singola velocità ottimizzato per la quota di 3.800 m e di un riduttore.